# Марія Йозефа Австрійська
Ерцгерцогиня Марія Йозефа Австрійська (фр. Maria Josepha Gabriella Johanna Antonia Anna; 19 березня 1751 — 15 жовтня 1767) — донька Марії-Терезії та Франца I. Померла в юності від віспи. Похована у Відні в Імператорському склепі.

## Життєпис

### Дитинство та заручини

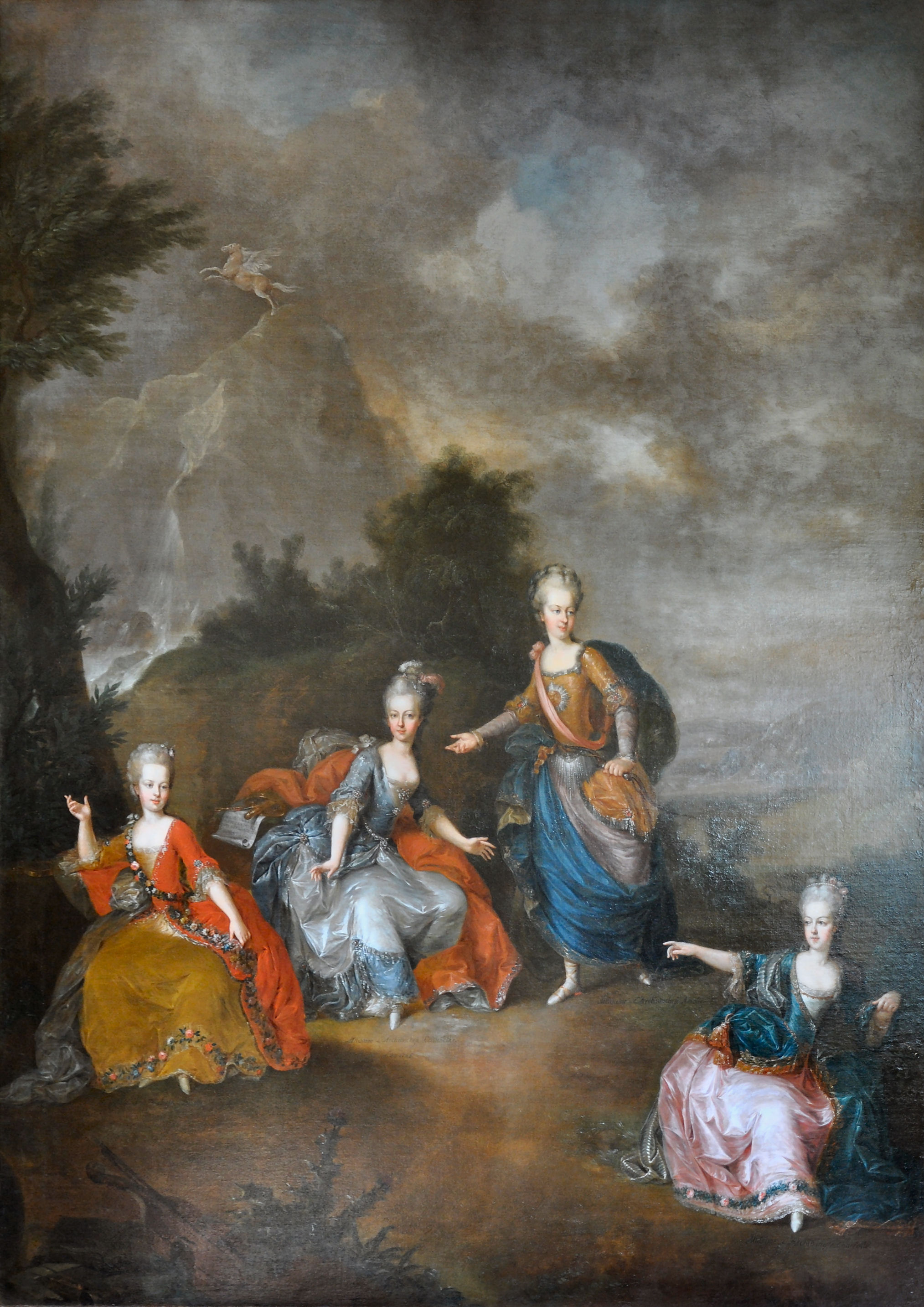
Марія Йозефа з сестрами виконує оперу «Парнас у сум'ятті» («Il Parnaso Confuso»

Марія Йозефа, яка народилася 19 березня 1751 року, була дев'ятою донькою Франца I та імператриці Марії Терезії. Також вона була шостою донькою, яка вижила у дитинстві .
Імператриця Марія Тереза хотіла видати заміж свою четверту старшу доньку, ерцгерцогиню Марію Амалію, за Фердинанда Неаполітанського і Сицилійського, щоб поріднитися з родом Бурбонів. Однак батько Фердинанда, Карл III Іспанський, був невдоволений віком Марії Амалії, яка була на 5 років старша за Фердинанда. Наступною кандидатурою на дружину майбутнього короля стала Марія Йозефа. Вона і Фердинанд були ровесниками. Згодом їх заручили. Марія Йозефа вважалася вродливою та податливою від природи.
25 січня 1765 року, на весіллі свого брата Йосифа II з Марією Жозефою Баварською, вона разом з сестрами Марією Єлизаветою, Марією Амалією та Марією Кароліною були учасниками опери Крістофа Віллібальда Глюка «Парнас у сум'ятті». Марія Йозефа зіграла роль Евтерпи.

### Хвороба та смерть
Марія Джозефа боялася померти від віспи відтоді, як померла її старша сестра ерцгерцогиня Марія Йоганна Габріела в 1762 році. На жаль, її побоювання справдилися. Марія Йозефа захворіла на віспу у той же день коли мала виїжджати до Неаполя, щоб вийти заміж за Фердинанда. Народні вірування стверджують, що вона захворіла на віспу, через те, що її мати, Марія Терезія, наполягала, щоб вона пішла і помолилася біля неправильно запечатаної гробниці своєї невістки, імператриці Марії Жозефи, яка також померла від віспи. Однак висипання з'явилися через два дні після того, як Марія Джозефа відвідала сховище, коли інкубаційний період, при віспі, триває приблизно тиждень. Скоріш за все Марія Йозефа була заражена перед відвідуванням склепа.
Вона похована в склепі № 46 у Імператорському склепі у Відні. Після її смерті за Фердинанда вийшла заміж її молодша сестра Марія Кароліна.